# Grèzes (Haute-Loire)
Grèzes é uma comuna francesa na região administrativa de Auvérnia-Ródano-Alpes, no departamento de Alto Loire. Estende-se por uma área de 35,11 km². Em 2010 a comuna tinha 204 habitantes (densidade: 5,8 hab./km²).